# 調所廣鄉
調所廣鄉（1776年3月24日—1849年1月13日）是日本江戶時代後期積極改善薩摩藩財政的家老。名恒篤，後改廣鄉，通稱笑左衛門。他以黑糖專賣、走私貿易、製造假貨幣三大手段，使薩摩藩從貧變富，打下薩摩、長州兩藩主導幕末政局的基礎。

## 生平
調所廣鄉出身下級武士家庭，其父為城下士川崎主右衛門基明（兼高）。1788年，成為另一個城下士調所清悅的養子，出仕茶道職。1798年，前往江戶時，受前藩主島津重豪賞識其才能，並拔擢為藩士。後來調所廣鄉輔佐藩主島津齊興，歷任使番、町奉行等職，兼任小林鄉地頭、鹿屋鄉地頭、佐多鄉地頭職。
當時薩摩藩背負著巨大的財政赤字，欠債五百萬兩，廣鄉必須致力於恢復薩摩藩的經濟，於是與琉球、清國暗中實施走私貿易。他以利誘為手段，給予薩摩藩的商人前往琉球和清國走私貿易的特許；又使用刑法為手段，逼迫借錢給藩的商人同意250年之內無息償還債務。
廣鄉於1832年，昇為家老格。1838年，昇為家老，積極改革行政與農政。作為包含開墾新田、發展農業，又在奄美大島和德之島建立砂糖專賣制度，只許當地百姓種植砂糖，不許種植其他作物，所生產的砂糖由薩摩藩徵收。廣鄉的政策在他晚年已經大為緩解了薩摩藩的財政危機。
後來，在島津齊彬和島津久光爭奪藩主位的御家騷動中，調所廣鄉深恐齊彬崇洋尚武的作風會再度重創藩內財政，因此支持齊興和久光這一派，最終導致由羅騷動。
為了打擊齊興和久光一派，齊彬決定與幕府老中阿部正弘聯手，並向幕府告發了調所廣鄉在坊津同琉球、清國之間有走私貿易，以及在奄美群島私自違法從事砂糖貿易。根據江戶幕府的規定，嚴禁走私貿易及禁制品出口；日本的砂糖由大坂的砂糖問屋統一管理，故而其在奄美造砂糖的行為也屬違法。1848年，調所廣鄉前往江戶出仕之際，阿部正弘便將其逮捕，糾問此事。同年12月，廣鄉在薩摩藩上屋敷芝藩邸突然死去，時年73歲。相傳他是為了避免牽連到齊興而服毒自殺。在他死後，島津齊興便失勢。

## 登場作品
影視劇
- 篤姬（2008年、NHK大河劇、演：平幹二朗）

## 腳註
1. ↑  河合敦 <倒著讀日本史> P42起
2. ↑  即到2085年償還完畢。事實上在1872年廢藩置縣之後，日本明治政府便宣佈債務無效，不予償還。